# Chuang-kuo-šu
Chuang-kuo-šu (čínsky pchin-jinem Huáng guǒshù pùbù, znaky zjednodušené 黄果树瀑布, tradiční 黃果樹瀑布; česky Vodopád stromů se žlutým ovocem) je známý vodopád v městské prefektuře An-šun (provincie Kuej-čou) v Čínské lidové republice. Jedná se o jeden z největších vodopádů v Číně i celé východní Asii.
Vodopád leží na řece Paj-šuej. Jeho hlavní část dosahuje výšky 74 m a šířky 81 m, ale doprovází jej ještě postranní proudy a větší množství dalších vodopádů. Za vodní clonou se ukrývá rozměrná vápencová jeskyně Vodní závěs, která dosahuje délky více než 100 m.
Ohromné množství vody padá z výšky desítek metrů do Nosorožčích jezírek. Průměrný průtok je 1000 m³ za sekundu, rychlost proudu dosahuje 17 m za sekundu. Hukot vody je tudíž slyšet na stovky metrů daleko a podle místní tradice se jedná o řev nosorožce, kterého rozlítil bílý drak (tj. vlastní vodopád), jenž se ze svého nebeského paláce vrhl do nosorožcova jezírka.